# Stefano da Verona
Stefano da Verona (ca. 1379 - na 1438), was een Italiaanse schilder die actief was in Verona. Hij schilderde op elegante, decoratieve en poëtische wijze in de stijl van de  internationale gotiek. 

## Biografie
Hij was waarschijnlijk de zoon van de Franse schilder Jean d'Arbois, die onder Filips de Stoute in Bourgondië had gewerkt en later vertrok naar het hof van Gian Galeazzo Visconti, de eerste hertog van Milaan. Het kan niet worden opgehelderd of Stefano in Parijs, Pavia of Verona werd geboren. Evelyn Karet is van mening dat de veronderstelling dat Stefano in Zevio, in de buurt van Verona, is geboren, gebaseerd is op een foute interpretatie van Vasari. Hij beschreef Altichiero da Zevio en Stefano da Verona in hetzelfde hoofdstuk van Le vite. Later leidde dat in de literatuur tot een verkeerde geboorteplaats voor Stefano. Volgens Karet is er geen bewijs voor Zevio als geboorteplaats, noch in documenten, noch in de handtekeningen van de kunstenaar. 
Waarschijnlijk volgde Stefano een artistieke opleiding in Pavia, waar zijn vader werkzaam was. Hij werd beïnvloed door Michelino da Besozzo en Giovannino de' Grassi. De bekende Madonna van de rozentuin (ca. 1420, Museum van Castelvecchio) wordt zelfs aan zowel Stefano als aan Michelino da Besozzo toegeschreven. 
Stefano was tussen 1425 en 1438 actief in Verona, maar werkte ook in andere steden zoals Padua en Trente. Zijn belangrijkste werk is de Aanbidding der wijzen (Pinacoteca di Brera).  Hij maakte ook een schilderij van de kruisiging van Jezus dat eigendom is van het Metropolitan Museum of Art. Hij was bevriend met Pisanello, die in dezelfde periode in Verona actief was. 

## Afbeeldingen

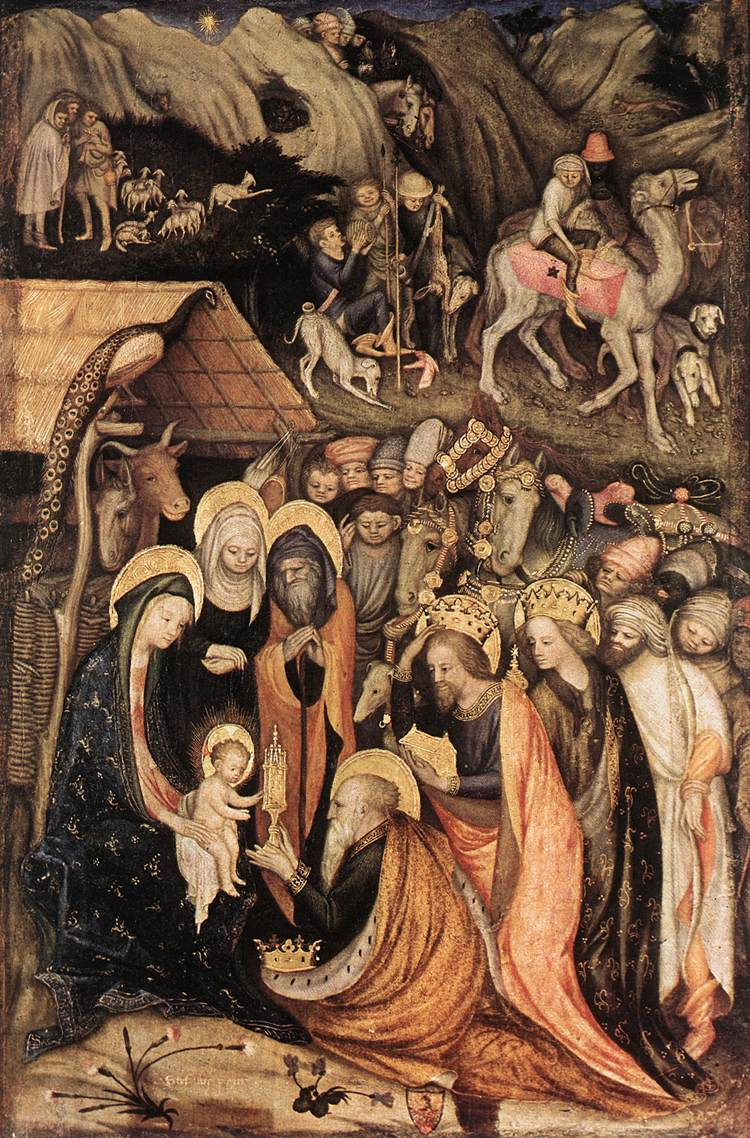
Aanbidding der Koningen
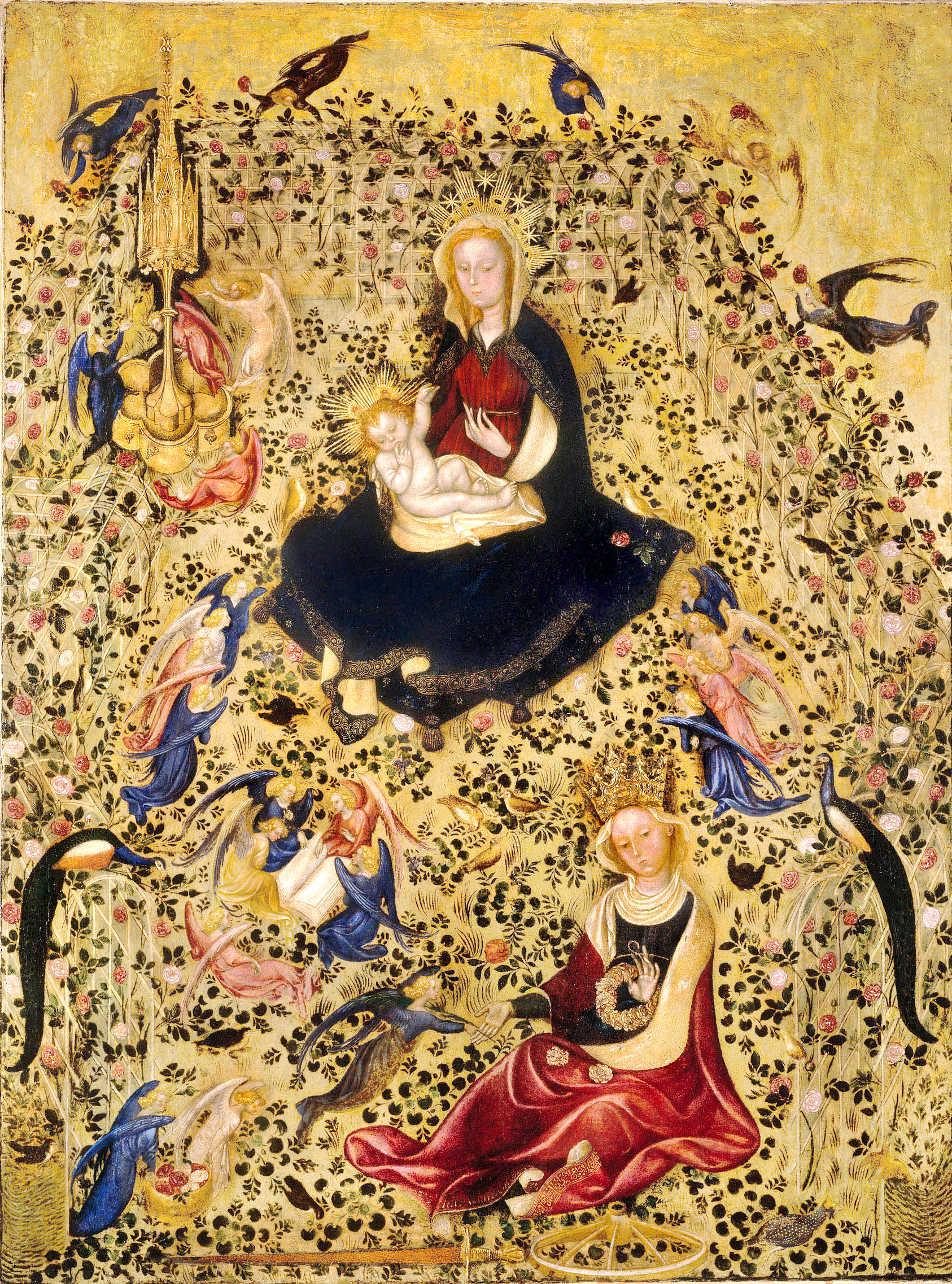
Madonna van de rozentuin - Michelino da Besozzo  of Stefano da Verona
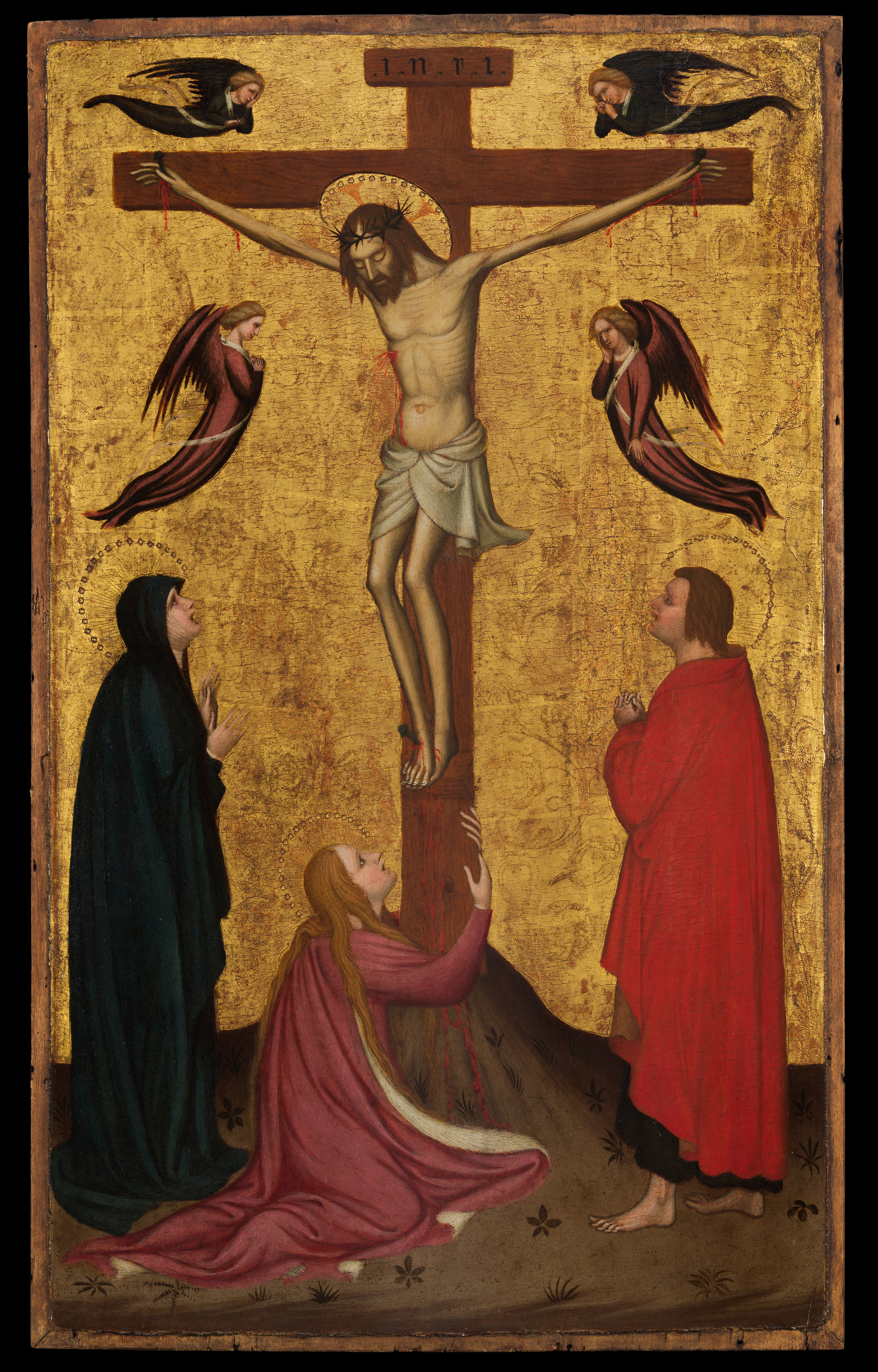
Kruisiging